# HD 20888
HD 20888，又名CP-67 217，SAO 248776、HR 1014，是一颗恒星，视星等为6.05，位于銀經283.83，銀緯-44.38，其B1900.0坐标为赤經3h 16m 50.9s，赤緯-67° -44.38′ 24″。